# یواس‌اس یوسیمیتی (۱۸۹۴)
یواس‌اس یوسیمیتی ۱۸۹۴ (به انگلیسی:USS Yosemite 1894) یک کشتی بود که طول آن ۲۵۶ فوت ۰ اینچ (۷۸٫۰۳ متر) بود. این کشتی در سال ۱۸۹۴ ساخته شد.